# Gérard Lebovici
Pour les articles homonymes, voir Lebovici.
Gérard Lebovici, né le 25 août 1932 à Paris, où il est mort assassiné le 5 mars 1984, est un producteur de cinéma, imprésario, mécène et éditeur français.

## Biographie

### Origines familiales
Gérard Lebovici naît le 25 août 1932 dans le 8e arrondissement.
Il est issu d’une famille de juifs roumains : son père est courtier en matières premières ; sa mère Marie Lebovici, née Sarovici, née le 6 septembre 1900 à Bucarest, est déportée par le convoi n° 38 (28 septembre 1942) du camp de Drancy vers Auschwitz où elle meurt.

### Jeunesse et formation
À l'âge de vingt ans, Gérard Lebovici envisage une carrière d'acteur de théâtre. Comme son cousin Serge Lebovici, il suit des cours de théâtre au conservatoire de Saint-Germain-en-Laye quand son père meurt. Obligé d'assurer sa subsistance, il reprend la petite affaire de poils et brosses de son père.

### Agent artistique: Artmedia
Mais sa passion pour le monde du spectacle le rattrape : en 1960, sur les conseils de ses amis Serge Rousseau et Claude Berri, il fonde dans une chambre de bonne sa première agence d’imprésario, avec Michèle Méritz, dont un des premiers clients est Jean-Pierre Cassel.
Au cours des années 1960, Gérard Lebovici va connaître une réussite fulgurante dans le milieu du cinéma grâce à son flair et sa capacité à anticiper et innover.
Il produira par la suite les films d'Alain Resnais, François Truffaut et Éric Rohmer, ainsi que des films plus commerciaux.
Pour fonder un empire dans le milieu du cinéma, il reprend en 1965 l'agence d'André Bernheim, puis absorbe l'agence Cimura, qui a sous contrat Jean-Paul Belmondo, pour aboutir en 1970 à la création d'Artmedia, première agence en Europe pour les contrats de stars dans le monde du cinéma. Artmedia dispose d'un « portefeuille » de scénaristes, de réalisateurs et d'acteurs de grand renom, qui signent des contrats avec elle.
Dix ans plus tard, au milieu des années 1970, elle acquiert aussi la société de production A.A.A. (Acteurs Auteurs Associés).
Lebovici s'entoure de collaborateurs comme Bertrand de Labbey, Jean-Louis Livi et Serge Rousseau qui au début des années 1970, vont découvrir une nouvelle génération d'acteurs : Patrick Dewaere, Coluche, Miou-Miou, ou Jacques Villeret, parfois déjà connus dans le monde du théâtre via le succès de leurs pièces.
Par ailleurs, s'intéressant à la musique classique, Gérard Lebovici a publié des ouvrages musicologiques : les Écrits d'Erik Satie (1981) et En Évoquant Wagner de Francis Pagnon (1981).

### Relations avec les situationnistes

#### Éditions Champ libre, fondées en octobre 1969
Peu politisé dans sa jeunesse, Lebovici a longtemps été proche de la gauche modérée, notamment de l'avocat mendésiste Georges Kiejman.
La rencontre avec Floriana Valentin, une Italienne née le 6 juillet 1940 et son ami l'ex-communiste Gérard Guégan, journaliste aux Cahiers du cinéma et  proche du cinéaste Jean-Luc Godard, maoiste du groupe Gauche prolétarienne, l'amènent à une prise de conscience politique au moment des événements de mai 68. Lors de la nuit d'émeute du 24 mai 1968, Gérard Guégan s'était réfugié chez Lebovici et sa femme. Lebovici estimera ensuite avoir vu dans Mai 68 les prémices d'une véritable révolution.
Un an et demi après Mai 68, Gérard Lebovici fonde le 10 octobre 1969, avec  Gérard Guégan, Alain Le Saux et Floriana, devenue son épouse, une maison d'édition qu'il veut atypique, sous le nom de Champ libre. Par l’entremise du vieil ami Georges Kiejman, avocat de la maison d'édition Gallimard, Champ libre compte sur la logistique de la première maison d'édition française pour sa diffusion et sa distribution.

#### Rencontre avec Guy Debord
En 1971, Lebovici rencontre Guy Debord, une des figures des situationnistes. L'éditeur et homme de cinéma lui propose, pour son livre La Société du spectacle, initialement édité en décembre 1967 par Buchet-Chastel avec qui Debord est alors en litige, une nouvelle publication de son ouvrage, bénéficiant ainsi d'une diffusion et distribution par la maison d'édition amie Gallimard, car il perçoit en lui un penseur original qui contribue à aiguiser son sens critique et radicaliser ses opinions politiques par rapport à la vulgate gauchiste.
Lebovici finance trois films de Debord dont La Société du spectacle en 1973. En novembre 1974, il licencie Gérard Guégan, dont le premier roman, "La Rage au cœur", a obtenu un vif succès en mai 1974, et qu'il soupçonne de vouloir contrôler Champ libre. Les quelques autres salariés sont virés « dans l’heure qui suit ».
Guy Debord va alors exercer une plus grande influence, notamment en suggérant la sélection de certains titres à publier, même s'il ne participe pas directement à l'activité de la maison d'édition[réf. nécessaire].
La visée stratégique de Gérard Lebovici et Guy Debord à travers Champ Libre est de mettre en lumière l'apparence des choses afin de mieux en dévoiler la réalité[réf. nécessaire]. Il s'agit dans le sillage de l'extrême gauche d'un travail de déprogrammation, de contre-information et de démystification dont Champ Libre se veut le vecteur essentiel[réf. nécessaire].
« En réagissant, sur le mode éditorial, à l'aliénation générale mortifère, au nucléaire (au système qu'il engendre ou révèle), au conditionnement médiatique de l'être et à l'inculture générale obligatoire, à la tentation d'écarter de notre histoire des moments passionnants de l'art et de la vie, et plus globalement à la dégradation de la qualité de l'existence, le catalogue des éditions Lebovici inaugurait un concept neuf et crucial, noble et indispensable contrepoint à l'industrialisation de l'imprimé. ».
Le cinéaste François Truffaut traite, de son côté, Debord de « nouveau Tartuffe ». La publication des échanges épistolaires de Champ Libre en 1978 et en 1981, où un Lebovici sans concession envoie des lettres d'insultes à la manière des surréalistes, provoque un scandale.

#### Conflit avec Mustapha Khayati
En 1976, Gérard Lebovici entre en conflit avec une autre des personnalités situationnistes, Mustapha Khayati, qui lui reproche de vouloir éditer dans une version commerciale son célèbre pamphlet de 1966, De la misère en milieu étudiant.
Dans l'échange de courrier entre les deux hommes, Gérard Lebovici fait valoir que la première édition originale comporte la mention « ce texte peut être librement reproduit même sans indication d’origine ». L'auteur avait lui estimé, dans son courrier à l'éditeur, que « ce texte n’est point fait pour la forme commerciale officielle que vous souhaitez lui donner, et qu’il faut le laisser continuer son chemin à travers les nombreuses éditions sauvages ».

#### Achat de la salle de cinéma Cujas
En octobre 1983, quelques mois avant son assassinat, Lebovici qui est producteur de cinéma depuis les années 1960, achète le Studio Cujas, une salle de cinéma située rue Cujas dans le Quartier latin de Paris, pour y  projeter exclusivement les films de Guy Debord en programme continu. Selon lui, le Studio Cujas est comme « un musée qui n'exposerait qu'une œuvre ou une bibliothèque qui ne contiendrait qu'un seul livre ».
Fréquentant à cette époque Gérard Lebovici, l'éditeur Bernard Wallet admire son art de « désintégrer le système de l'intérieur ». Il décrit Gérard Lebovici comme un homme très attentif à l'autre, sans notion de barrières sociales, et bien que provenant de la bourgeoisie, très anticonventionnel et même aristocrate dans le bon sens du terme : impitoyable envers les bourgeois et très attentif aux prolétaires.

### Années 1980

#### Lebovici et la mémoire de Mesrine
En 1984, Gérard Lebovici, fasciné par le caractère libertaire de Jacques Mesrine, décide de rééditer L'Instinct de mort, l'autobiographie de l'« ennemi public no 1 » tué en 1979 par la police. Il propose à Michel Audiard et à Patrick Modiano d'écrire une adaptation du livre que Philippe Labro réaliserait. En même temps, il prend sous son aile la fille de Jacques Mesrine, Sabrina.
Le livre sort avec une préface de Gérard Lebovici, dans laquelle il dénonce la loi récente qui confisque les droits d'auteur des personnes ayant publié le récit des crimes pour lesquels elles sont détenues, ainsi que l'attitude du précédent éditeur de Mesrine, Jean-Claude Lattès. Lebovici affirme que Mesrine était devenu un « symbole de liberté » et que le fait d'être l'éditeur de Mesrine est pour Champ Libre un « redoutable honneur ».
À cette époque, Gérard Lebovici prévoit de se retirer du monde du cinéma, dont il pense avoir fait le tour, et veut s'impliquer davantage dans l'édition.
Fin connaisseur de musique classique, Gérard Lebovici publie En Évoquant Wagner du musicologue Francis Pagnon en 1981. Il avait auparavant publié les Écrits d'Erik Satie.

#### Assassinat

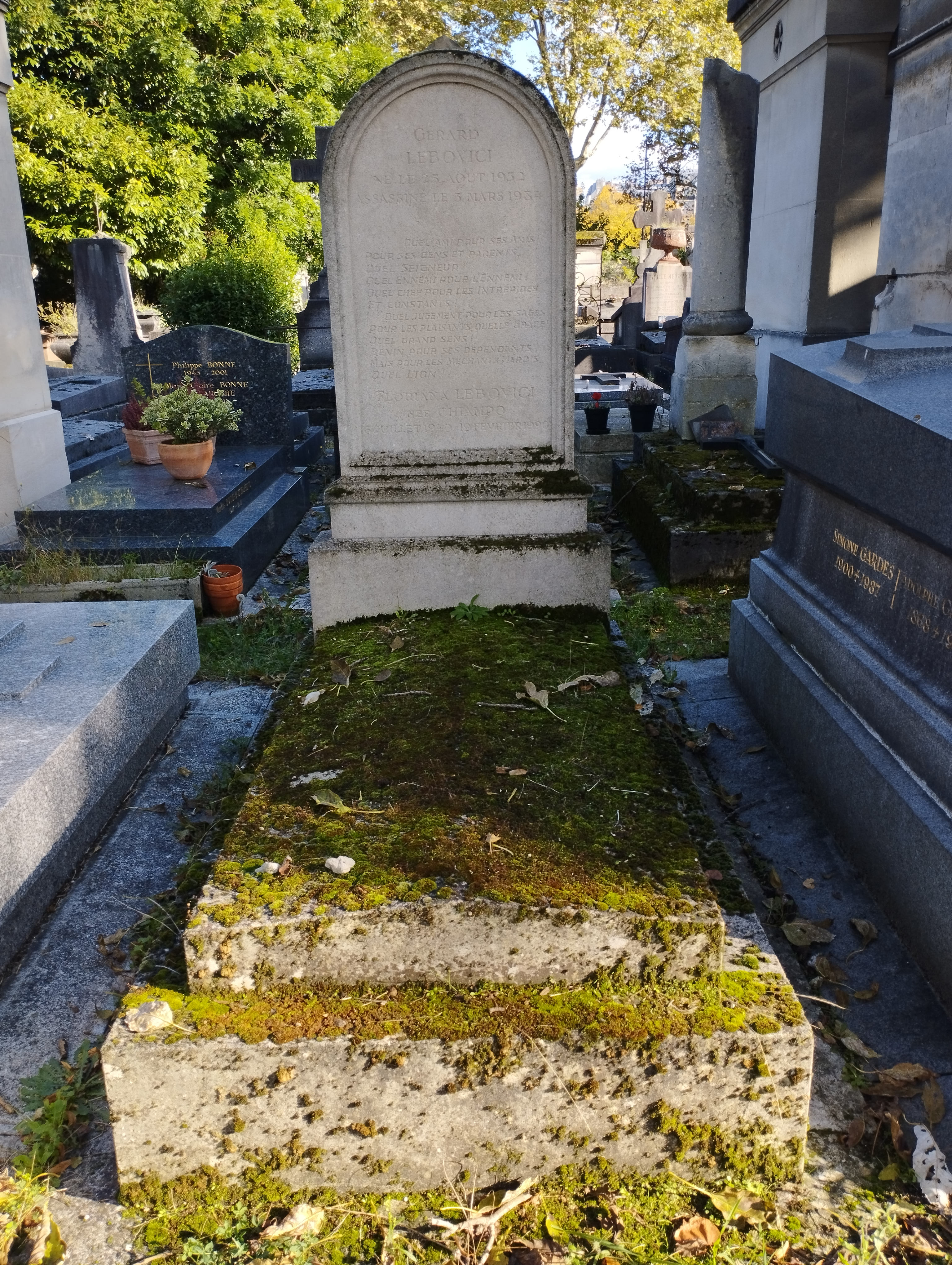
Tombe de Gérard Lebovici au cimetière du Montparnasse (division 25).

Le 5 mars 1984 en soirée, au volant de sa Renault 30 TX garée dans le parking public souterrain du 41, avenue Foch dans le 16e arrondissement, il est tué de quatre balles dans la nuque tirées à bout portant.
Trois douilles de calibre .22 Long Rifle sont retrouvées sur le tapis de son véhicule alors que la 4e est disposée verticalement sur la lunette arrière du véhicule, détail qui suggère l'exécution d'un contrat par un tueur à gages ; ses papiers d'identité manquent. Le ou les assassins n'ont jamais été identifiés.
Gérard Lebovici est inhumé au cimetière du Montparnasse (25e division, partie ouest, sur le 1er rang ouest) lors de funérailles auxquelles seules sont présentes Floriana Valentin et sa sœur Nicole. Il sera rejoint par Floriana après la mort de celle-ci en 1990.

#### Suites de l'assassinat
À la suite de ce drame, la presse, toutes tendances confondues, évoque la « vie mystérieuse » de la victime. 
Certains accusent Guy Debord d'être l'instigateur du crime. L'entourage de Gérard Lebovici répond en publiant Tout sur le personnage, le livre que Gérard Lebovici était en train de préparer. 

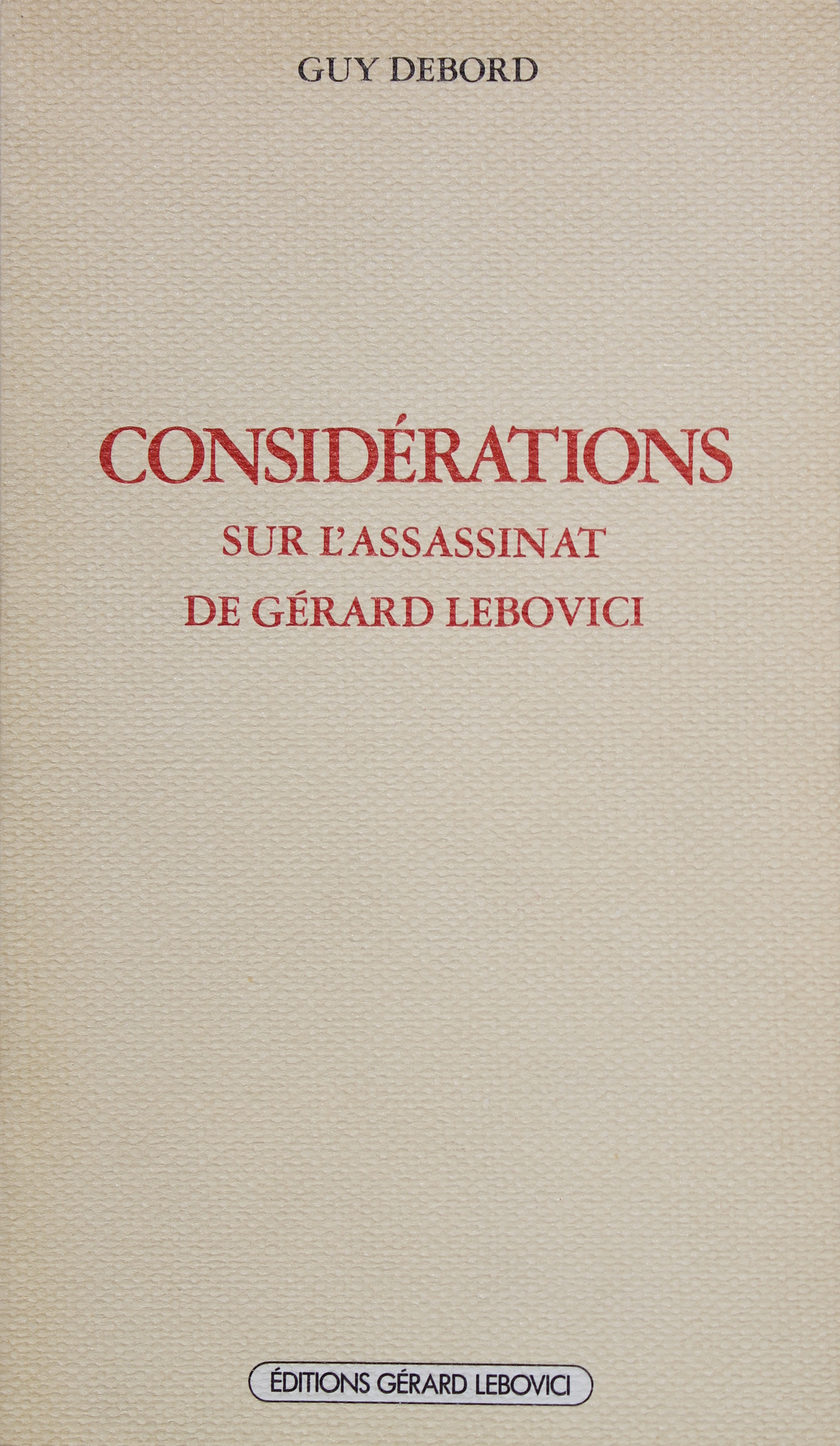
Guy Debord publie Considérations sur l'assassinat de Gérard Lebovici en février 1985.

En février 1985, Guy Debord publie ses Considérations sur l'assassinat de Gérard Lebovici où il révèle la conversation, primordiale selon lui, entre Francis Ryck et Marie-Christine de Montbrial, sur le rôle de Paul Barril, chargé de la cellule anti-terroriste sous la présidence de François Mitterrand. Le 28 janvier 1986, il décide de ne plus voir Marie-Christine de Montbrial au prétexte des contacts qu'elle aurait, selon lui, conservés avec Ryck,.
En 2013, la presse a évoqué l'hypothèse selon laquelle Michel Ardouin, une figure du milieu du banditisme parisien, aurait été l'assassin de Gérard Lebovici ; l'explication avancée par Jérôme Pierrat est que certaines productions de Lebovici « servaient à blanchir l’argent du crime ».

### Postérité de Gérard Lebovici
Floriana, en couple depuis le 24 avril 1971 avec Lebovici, décide de poursuivre les activités éditoriales de son mari ; sur le conseil de Debord, elle rebaptise les Éditions Champ Libre « Éditions Gérard Lebovici ». Elle meurt d'un cancer le 19 février 1990.
En avril de la même année, Gérard Voitey, notaire et homme d'affaires, tente de reprendre les Éditions Gérard Lebovici, qui deviennent deux ans plus tard les Éditions Ivrea.
Les enfants Lorenzo Valentin et Nicolas Lebovici ont également des contacts directs, puis (à cause de Guy Debord) indirects, avec Gérard Voitey ; ils finissent par se brouiller avec lui. 
Guy Debord se suicide le 30 novembre 1994 et Gérard Voitey fait de même trois jours plus tard.

### Généralités
- Pascal Fouché (dir.), L'Édition française depuis 1945, Éditions du Cercle de la Librairie, Paris, 1998.
- Serge Klarsfeld. Le Mémorial de la déportation des Juifs de France. Beate et Serge Klarsfeld: Paris, 1978. Nouvelle édition, mise à jour, avec une liste alphabétique des noms. FFDJF (Fils et Filles des Déportés Juifs de France), 2012.
- Ken Knabb, Secrets publics, escarmouches choisies (Chapitre : Introduction aux films de Guy Debord de pages 362 à 366), éditions Sulliver 2007.
- Yonnick Flot, La vie tumultueuse des producteurs du cinéma, éditions Séguier, 2014.
- Marie-Christine de Montbrial, Cadavres exquis dans le 7e art - Selznick, Wasserman, Lebovici, Toscan du Plantier, Jacques-Marie Laffont Editeur, 2015[18].
- Michel Pascal, Histoire secrète du cinéma français (Chapitre 22: Le mystère du parking Foch), Robert Laffont, 2017.
- Dominique Besnehard, Nedjma Van Egmond, Artmedia une histoire du cinéma français, L'observatoire, 2021.

### Gérard Lebovici
- Éditions Champ libre, Correspondance Vol. 1, Champ Libre, 1978 ; rééd. éditions Ivrea, 1996 Recueil de lettres polémiques adressées à Gérard Guégan, Raphaël Sorin, Jacques Baynac, Mustapha Khayati, Jaime Semprun, Jean-Patrick Manchette, Simon Leys, Georges Kiejman et François Cavanna entre autres.
- Éditions Champ Libre, Correspondance Vol. 2, Champ Libre, 1981 ; rééd. éditions Ivrea, 1996 Recueil de lettres polémiques adressées à Abel Paz, Renaud, Noël Godin, Jean-Claude Zylberstein, André Migeot, Isidore Isou et les Cahiers du cinéma entre autres.
- Gérard Lebovici, Tout sur le personnage, éditions Gérard Lebovici, 1984[20] Recueil de textes extraits pour la plupart d'articles de presse et de diverses revues et publications[21].
- Guy Debord, Considérations sur l'assassinat de Gérard Lebovici, éditions Gérard Lebovici, 1985 ; Gallimard, 1993
- Guy Debord, Des contrats, éditions Le Temps qu'il fait, 1995
- Guy Debord, Correspondance, volumes "0", 4, 5, 6 et 7, Fayard, 2010, 2004, 2005, 2007 et 2008 Les lettres de Guy Debord à Gérard Lebovici et à ses héritiers sont recueillies dans ces cinq volumes.
- Jean-Luc Douin, Les Jours obscurs de Gérard Lebovici[22],[23], Stock, 2004. Exprime principalement le point de vue de Gérard Guégan et des autres membres de la première équipe de Champ libre.
- Jean-Michel Frodon, Le Cinéma français, Cahiers du cinéma, 2010.
- [s.l.], [s.n.], Les Mots et les balles : les condamnés de l'affaire Lebovici[24],[25], 1984
- Gérard Guégan, Cité champagne, esc I, Appt 289, 95- Argenteuil (Champ Libre 1 : 1968-1971), Grasset, 2006
- Gérard Guégan, Montagne Sainte-Geneviève, côté cour (Champ Libre 2 : 1972-1974), Grasset, 2008
- Philippe Noiret, Mémoire cavalière, Robert Laffont, 2007 Philippe Noiret évoque le rôle important de Gérard Lebovici dans sa carrière d'acteur.
- Patricia Herszman, Call-girl du tout Paris : Confessions d'une "fille" de Madame Claude, Nouveau Monde, 2021 Patricia Herszman décrit les liens qui unissaient Gérard Lebovici et Véronique Troy.
- Frédéric Charpier, L'Affaire Lebovici - Autopsie d'une époque, Les Presses de la Cité, coll. intime conviction, 315 p., 2024 Une enquête détaillée sur l'enquête, 40 ans après, à partir des procès-verbaux de procédure et des témoignages de survivants de l'époque.

### Guy Debord
- Jean-François Martos, Correspondance avec Guy Debord, Le fin mot de l'Histoire, 1998 Nombreuses lettres concernant l'assassinat de Gérard Lebovici.
- Jean-Marie Apostolidès, Les Tombeaux de Guy Debord, Exils, 1999
- Christophe Bourseiller, Vie et mort de Guy Debord, Plon, 1999
- Bessompierre[26], L'Amitié de Guy Debord, rapide comme une charge de cavalerie légère, Les Fondeurs de briques, 2010 Quelques passages sur Gérard Lebovici.
- Jean-Marie Apostolidès, Debord : Le naufrageur, éditions Flammarion, 2015

### Presse
- Paris Match, 15 mars 1984.
- Pierre Assouline, « Enquête sur un éditeur assassiné », Lire, 1988.
- « Lebovici : La piste "secret défense" », Paris Match, 6 mai 1993.
- David Carr-Brown, « Véronique, mata-hari 70s, une nouvelle piste dans l'assassinat de Gérard Lebovici », Charles n° 29, automne 2019.

### Documentaires et émissions de radio
- Thierry Bourcy, Lebo, l'ombre et la lumière, 2007.
- RTL, L'Affaire Lebovici, 27 mai 2015.
- France Culture, Le mystère Lebovici (1/2 et 2/2), 13 et 14 janvier 2018.
- France Inter, Dans l'ombre de Gérard Lebovici, 5 mars 2019.
- RTL, Piège mortel pour le producteur des stars, 2021.
- RTL, Qui a tué Gérard Lebovici ?, 2022.
- RTL, L'Heure du crime de Jean-Alphonse Richard du 23 décembre 2023.
- BFMTV, Gerard Lebovici - Qui a tué l'agent des stars ?